# The Cat's Pajamas
The Cat's Pajamas è un film muto del 1926 diretto da William A. Wellman che aveva come interpreti Betty Bronson e Ricardo Cortez. La sceneggiatura di Louis D. Lighton e Hope Loring si basa su un soggetto per il cinema di Ernest Vajda.

## Trama
Sally Winton, che lavora come sarta per una modista alla moda, mantiene un padre paralizzato e vive con il suo adorato gattino Tommy. Ha uno spasimante, il tassista Jack, ma lei non ci fa caso, tutta presa dalla sua infatuazione per Don Cesare Gracco, un famoso cantante lirico. Mentre assiste a un'opera in teatro, il gatto scappa dal guardaroba mettendosi a vagabondare dietro le quinte. Don Cesare, che sta rilasciando un'intervista, vede Tommy e dichiara ai giornalisti che sposerà la prima donna alla quale lo condurrà il gatto. Tommy lo porta a Riza, una ballerina piuttosto lunatica. La storia del gatto diventa la notizia del giorno e Cesare gli regala una collana di diamanti, grato per averlo condotto all'amore. Riza, però, gelosa della fama e della pubblicità che si è procurato il suo fidanzato, decide di posticipare il giorno del matrimonio e rifiuta di provare il suo abito da sposa. Sally, reclutata come modella, affascina Cesare che le chiede di sposarlo. Lei accetta ma, dopo le nozze, lei gli dice di volergli dare una lezione e lo lascia. Alla fine, però, i due si riconciliano e cominciano insieme la loro vita matrimoniale.

## Produzione
Il film fu prodotto dalla Famous Players-Lasky Corporation.

## Distribuzione
Il copyright del film, richiesto dalla Famous Players-Lasky Corp., fu registrato il 17 novembre 1926 con il numero LP23346.

Distribuito dalla Paramount Pictures, il film uscì nelle sale statunitensi il 15 novembre dopo essere stato presentato in prima a New York il 29 agosto 1926. La Famous-Lasky Film Service lo distribuì nel Regno Unito il 2 maggio 1927, presentato in prima a Londra il 26 ottobre 1926 con il titolo alternativo The Cat's Pyjamas. In Finlandia, uscì il 26 dicembre 1927; in Portogallo, il 1º luglio 1929 come Um Gato de Pijama; in Brasile, prese il titolo Juramento de Amor; in Danimarca, Gift paa Trods; in Spagna, Boda convencional.
Non si conoscono copie ancora esistenti della pellicola che viene considerata presumibilmente perduta.